# Peter Ryan
Peter Ryan, kanadski dirkač Formule 1, * 10. junij 1940, Filadelfija, Pensilvanija, ZDA, † 2. julij 1962, Rheims, Francija.  
Peter Ryan je pokojni kanadski dirkač Formule 1. V svoji karieri je nastopil le na domači in zadnji dirki sezone 1961 za Veliko nagrado ZDA, kjer je z dirkalnikom Lotus 18/21 zasedel deveto mesto z več kot štirimi krogi zaostanka za zmagovalcem. Leta 1962 se je v starosti le enaindvajsetih let smrtno ponesrečil na dirki Formule 2 v francoskem Rheimsu.

## Popolni rezultati Formule 1
(legenda) (odebeljene dirke pomenijo najboljši štartni položaj, poševne pa najhitrejši krog, †-uvrščen kljub odstopu)
| Leto | Moštvo              | Šasija      | Motor             | 1   | 2   | 3   | 4   | 5  | 6   | 7   | 8     | Prv | Toč |
| ---- | ------------------- | ----------- | ----------------- | --- | --- | --- | --- | -- | --- | --- | ----- | --- | --- |
| 1961 | J Wheeler Autosport | Lotus 18/21 | Climax Straight-4 | MON | NIZ | BEL | FRA | VB | NEM | ITA | ZDA 9 | -   | 0   |